# الطهارة في الإسلام

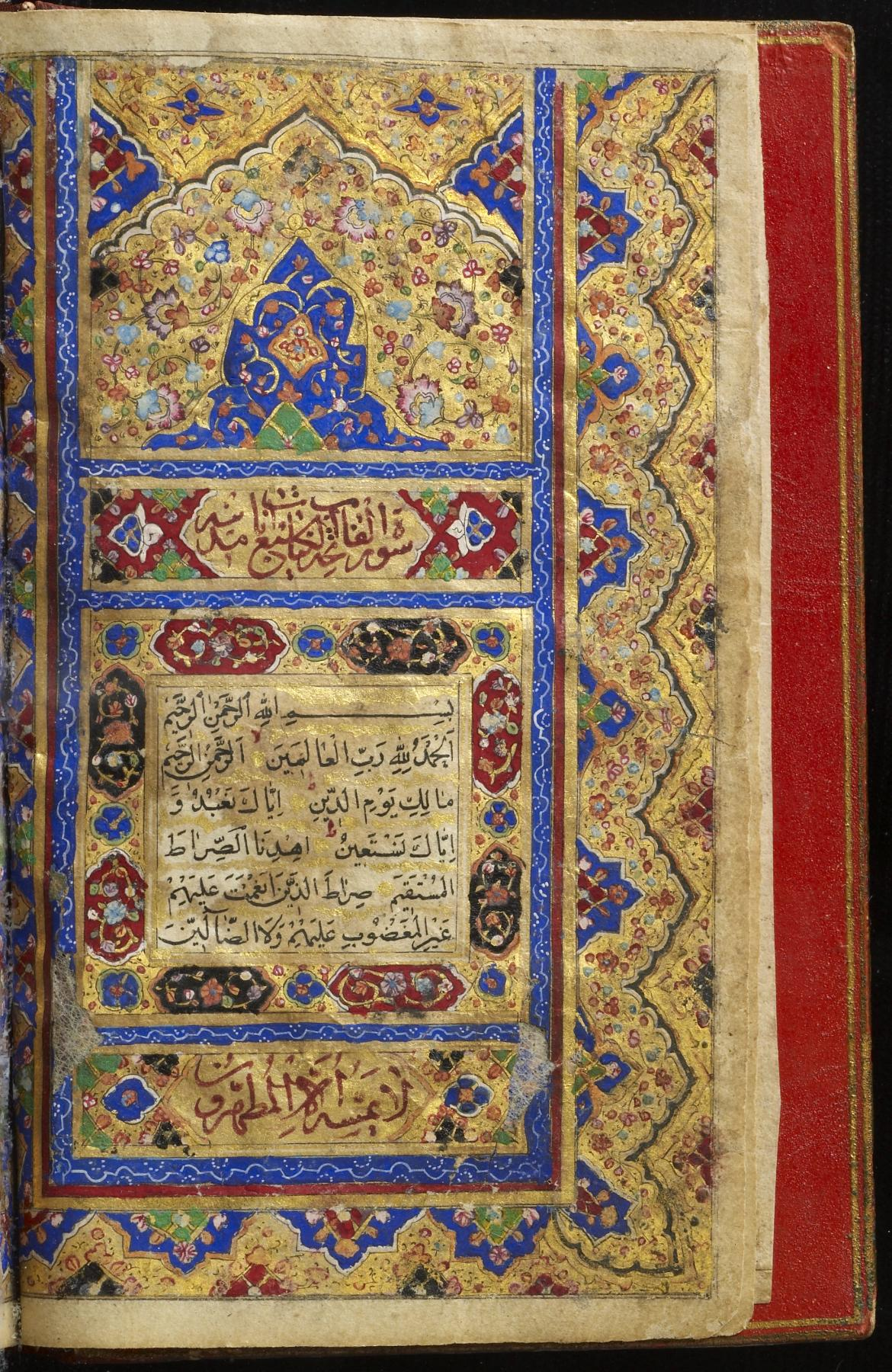
فاتحة القرآن في أحد مصاحف مغول الهند ومكتوب تحتها الآية الكريمة.

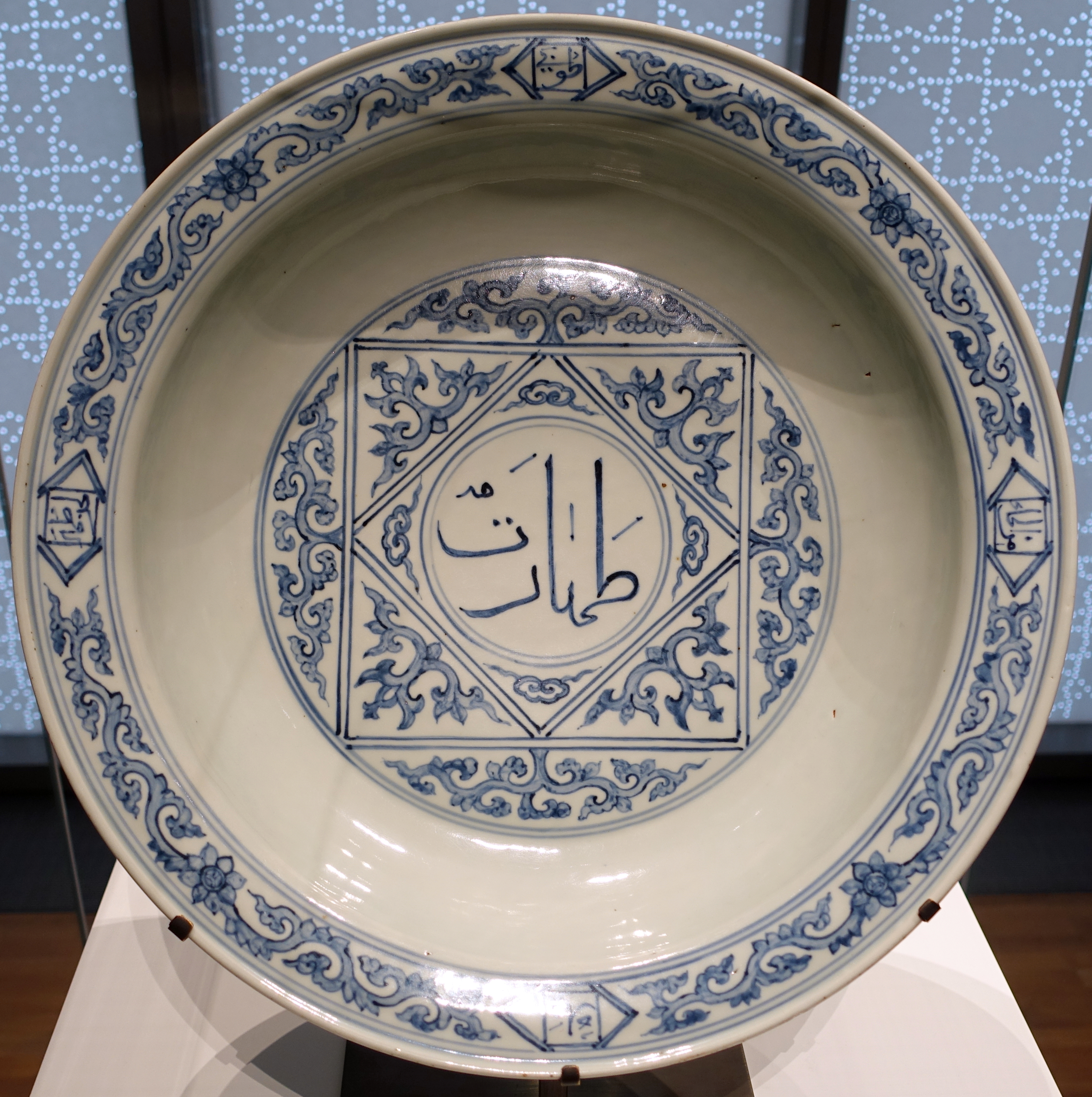
إناء للوضوء من الخزف الصيني مخطوط عليه كلمة «طهارت».

الطَّهارة بالمعنى اللغوي: النظافة، والنزاهة، والنقاء، والبراءة، والخلوص من الأدناس، والأقذار، حسية كانت أو معنوية.
فالحسية طهارة متعلقة بالبدن، والملبس، والمكان، وهي: تتضمن، جوانب متعددة، بالنسبة للفرد، والمجتمع، مثل: نظافة المكان، والملبس، والبدن، بما في ذلك: تنظيف الفم، والغسل، وإزالة الأقذار، والروائح الكريهة وكل ما يتأذى منه الآخرون، سواء حال العبادة، أوحال الانفراد، أوحال الاجتماع بالآخرين، في مختلف الأمكنة. والمعنوية: نزاهة، واستقامة متعلقة بالسلوك، والأخلاق.
وفي اصطلاح الفقهاء، هي: رفع حدث، وإزالة نجس،
وما في معناهما، أو على صورتهما.
قال الله تعالى: ﴿لَا تَقُمْ فِيهِ أَبَدًا لَمَسْجِدٌ أُسِّسَ عَلَى التَّقْوَى مِنْ أَوَّلِ يَوْمٍ أَحَقُّ أَنْ تَقُومَ فِيهِ فِيهِ رِجَالٌ يُحِبُّونَ أَنْ يَتَطَهَّرُوا وَاللَّهُ يُحِبُّ الْمُطَّهِّرِينَ ۝١٠٨﴾ [التوبة:108] التوبة:108
وفي الحديث: «الطهور شطر الإيمان».
الطهارة تتضمن:
| مبادئ    | مقاصد         | ملحقات      |
| -------- | ------------- | ----------- |
| المياه   | الوضوء        | الاستنجاء   |
| النجاسات | الغسل         | السواك      |
| الأواني  | التيمم        | المطهرات    |
| الاجتهاد | إزالة النجاسة | خصال الفطرة |

## الطّهارة في الإسلام
الطّهارة  بالمفهوم العام، في اللغة:
النظافة، والنقاء والخلوص من الأدناس، والأقذار، والأدران، مادية، أو غير مادية. سواء كانت حسية، مثل: طهارة الثوب، أو البدن، بالماء، وغيره. أو معنوية، بمعنى: نظافة، و نزاهة، و استقامة في السلوك والأخلاق، وبراءة من العيب، وتخليص النفس من كل الشوائب، والضغائن
و الطهارة في الفقه الإسلامي هي: نظافة مخصوصة، بصفة مخصوصة، (وضوء/ غسل/ تيمم…) وهي شرط من شروط صحة الصلاة.
ومعنى الطهارة في اصطلاح علماء الفقه هي: رفع حدث، أو إزالة نجس، وما في معناهما، و على صورتهما.
ويدخل موضوع، الطهارة ضمن علم فروع الفقه
الإسلامي، -أحد العلوم الشرعية- وتُذكر مباحثها في كتاب الطهارة أول قسم من أقسام فقه العبادات.

### مبادئ (مقدمات) الطهارة، ومقاصدها
وأهم مبادئها:
- 1- المياه.
- 2- النجاسات.

ومن مبادئها أيضا: الأواني، والاجتهاد.
وأهم مقاصد الطهارة هي: الوضوء، والغسل، والتيمم، وإزالة النجاسة.

#### وسائل الطهارة
هي: المطهِرات بمعنى: الأدوات المستخدمة للتطهير. وأهمها، وأكثرها استخداما
هو: الماء، وهناك وسائل أخرى منها:
- 1- التراب: للتيمم، وغسل النجاسة المغلظة.
- 2- الدباغ: لتطهير جلد الميتة.
- 3- الحجارة: للإستنجاء.
- 4- الاستحالة: مثل: تحول الخمر بنفسها إلى خل وتحول دم الغزال إلى مسك.

## „أحكام المياه„ أول مقدمات الطهارة
الماء هو: جوهر شفاف، بلا لون ولاطعم
بالفطرة، يخلق الله الري عند تناوله. 
وهو أهم وسائل الطهارة، ويبدأ علماء الفقه عادة بذكر باب المياه وما يتعلق بها
من أحكام في أول كتاب الطهارة، باعتبار أن المياه أول مبادئ الطهارة، وأهم مقدماتها.

### المياه
ينقسم ما يستخدم فيه لفظ ماء إلى قسمين:
أ- ماء مطلق وهو ما يصح استعمال لفظ الماء فيه بلا مضاف إليه. مثل ماء البحر أو النهر.
ب- ماء مضاف وهو ما لا يصح استعمال لفظ الماء فيه بلا مضاف إليه. مثل ماء الورد.